# Blackbox (Album)
Blackbox ist das vierte Soloalbum der Rapgruppe Brandhärd. Es erschien am 4. Juni 2010.

## Titelliste
1. Wägg wie dr Wind
2. Blackbox
3. Jede Tag Frytig
4. Mi Myggeli
5. Black Swan
6. E Rächt uf schlächti Luune
7. Black Hawk Down
8. Wil ych e Arschloch bi
9. Zytbombe
10. Ohni euch
11. Kalte Guetnachtkuss
12. Rotwyy macht selig (feat. Mamoney)
13. Zangegeburt
14. Zrugg in ihri Arm

## Illustration
Das Albumcover zeigt die drei Bandmitglieder vor einem bewölkten Himmel. Darüber prangert der Schriftzug der Band. Im Hintergrund ist ein Sonnenuntergang zu sehen. Zudem ist dort ein Kamin zu sehen, auf dem das Logo von Blackbox angemacht ist. Auf der Rückseite sieht man die Silhouetten der Band am Rhein stehen.

## Gastbeiträge
Auf dem Album befindet sich lediglich ein Gastbeitrag: Auf dem Song Rotwyy macht selig ist der kamerunische Rapper Mamoney zu hören. Mit diesem nahm Brandhärd 2007 das Kollaboalbum Même sang auf. Danach erhielt Mamoney keine Aufenthaltsbewilligung in der Schweiz. Anschließend zog er nach Italien, wo er noch heute lebt. Während zwei Jahren hatte er keinen Kontakt mehr zur Band. Erst in der letzten Aufnahmesession zum Album besuchte Mamoney das Studio von Triple Nine. Dort entstand dann kurzfristig das einzige Feature des Tonträgers. Mamoney rappt dabei wie bei Même sang auf Französisch.
Bei den Songs Wägg wie dr Wind und Zrugg in ihri Arm nimmt Radiomoderator Christoph Schwegler die Rolle des Erzählers ein.

## Produzenten
Das Album wurde komplett innerhalb der Band produziert. Dabei produzierte Fierce, der bereits zuvor bei den Brandhärd-Alben als Hauptproduzent fungierte, 13 der 14 Tracks. DJ Johny Holiday steuerte zudem den Beat zu E Rächt uf schlächti Luune zu. Brandhärd erhielt bei einigen Songs musikalische Unterstützung. So war Daniel Küffer für den Einsatz des Saxophones bei Rotwyy macht selig zuständig.

## Albumtitel
Der Arbeitsprozess an Blackbox wurde als Operation Blackswan tituliert. Als Schaubild wurde ein schwarzer Schwan herbeigezogen, welcher die Macht äusserst unwahrscheinlicher Ereignisse beschreibt und auf das Buch Black Swan des Libanesen Nassim Nicholas Taleb zurückgeht.

## Kritik
„Vor zehn Jahren war das Basler Rap-Trio wild und wuchtig, mit «Blackbox» werden Brandhärd definitiv erwachsen: tolle Auswahl monumentaler Samplings, schöner Flow, schlaue Texte, alles in allem geschmeidig und mit einem Attitüden-freien Rap-Verständnis.“

„Ansonsten setzen Brandhärd für „Blackbox“ ganz auf eigene Stärken: Nicht nur die Rhymes, auch alle Beats und Scratches sind hausgemacht. „Blackbox“ ist ein Album, das durch und durch Brandhärd ist – auch wenn Echtheit zu Gunsten von Posing und Representing mehr Platz einnimmt, als auch schon. Die Vergangenheit ist auf der Blackbox unauslöschlich festgehalten, doch die Jungs schaffen es, mit ihrem Sound einen weiteren Schritt vorwärts zu gehen und eben nicht in dieser Vergangenheit zu verharren.“